# Ziwani (Kigoma)
Ziwani è una circoscrizione rurale (rural ward) della Tanzania situata nel distretto rurale di Kigoma, regione di Kigoma. Conta una popolazione di 9 537 abitanti (censimento 2022).